# Campionati europei di ciclismo su strada 2017 - Gara in linea maschile Under-23
La gara in linea maschile Under-23 dei Campionati europei di ciclismo su strada 2017, ventitreesima edizione della prova, si disputò il 5 agosto 2017 su un percorso di 160,8 km con partenza ed arrivo a Herning, in Danimarca. La medaglia d'oro fu appannaggio del danese Casper Pedersen, il quale completò il percorso con il tempo di 3h31'04", alla media di 45,7 km/h; l'argento andò al francese Benoît Cosnefroy e il bronzo allo svizzero Marc Hirschi.
Sul traguardo 136 ciclisti su 155 partenti, portarono a termine la competizione.

## Squadre e corridori partecipanti
| N.      | Cod. | Squadra     |
| ------- | ---- | ----------- |
| 1-7     | BLR  | Bielorussia |
| 8-13    | FRA  | Francia     |
| 14-19   | BEL  | Belgio      |
| 20-25   | NLD  | Paesi Bassi |
| 26-31   | DNK  | Danimarca   |
| 32-37   | RUS  | Russia      |
| 38-43   | NOR  | Norvegia    |
| 44-49   | ITA  | Italia      |
| 50-55   | POL  | Polonia     |
| 56-61   | EST  | Estonia     |
| 62-67   | SVN  | Slovenia    |
| 68-73   | ESP  | Spagna      |
| 74-79   | DEU  | Germania    |
| 80-84   | IRL  | Irlanda     |
| 85-89   | PRT  | Portogallo  |
| 90-94   | LAT  | Lettonia    |
| 95-98   | HUN  | Ungheria    |
| 99      | GRE  | Grecia      |
| 100-105 | SWI  | Svizzera    |

| N.      | Cod. | Squadra     |
| ------- | ---- | ----------- |
| 106-109 | FIN  | Finlandia   |
| 110-111 | AZE  | Azerbaigian |
| 112     | SRB  | Serbia      |
| 113-114 | SWE  | Svezia      |
| 115-120 | UKR  | Ucraina     |
| 121-126 | LUX  | Lussemburgo |
| 127-129 | CZE  | Rep. Ceca   |
| 130-134 | AUT  | Austria     |
| 135     | CYP  | Cipro       |
| 136-141 | SVK  | Slovacchia  |
| 142-143 | CRO  | Croazia     |
| 144-148 | TUR  | Turchia     |
| 149     | MAC  | Macedonia   |
| 150     | ISL  | Islanda     |
| 151-152 | LTU  | Lituania    |
| 153     | MON  | Monaco      |
| 154-155 | ROM  | Romania     |
| 156     | SMR  | San Marino  |
| 157     | KOS  | Kosovo      |

## Ordine d'arrivo (Top 10)
| Pos. | Corridore            | Squadra     | Tempo    |
| ---- | -------------------- | ----------- | -------- |
| 1    | Casper Pedersen      | Danimarca   | 3h31'04" |
| 2    | Benoît Cosnefroy     | Francia     | a 1"     |
| 3    | Marc Hirschi         | Svizzera    | s.t.     |
| 4    | Petr Rikunov         | Russia      | a 3"     |
| 5    | Kristoffer Halvorsen | Norvegia    | s.t.     |
| 6    | Fabio Jakobsen       | Paesi Bassi | s.t.     |
| 7    | Imerio Cima          | Italia      | s.t.     |
| 8    | Jasper Philipsen     | Belgio      | s.t.     |
| 9    | Bram Welten          | Paesi Bassi | s.t.     |
| 10   | Žiga Jerman          | Slovenia    | s.t.     |